# Alice Rühle-Gerstel
Alice Rühle-Gerstel (24 de marzo de 1894, Praga - 24 de junio de 1943, Ciudad de México) fue una escritora, psicóloga y feminista alemana de origen judío.

## Biografía
Alice Rühle cursó sus estudios secundarios en un internado sólo para chicas en Dresde, luego asistió a un liceo y, por último, a un seminario para maestras alemanas en Praga. 
Durante la Primera Guerra Mundial trabajó como enfermera. Entre 1917 y 1921 estudió literatura y filosofía en Praga y en Múnich. En 1921 obtuvo su doctorado, con una tesis basada en la vida y obra de Friedrich Schlegel. Ese mismo año contrajo matrimonio con Otto Rühle, un comunista alumno de Alfred Adler, y junto con Grete Fantl creó el "Grupo de estudios individuales y psicológicos sobre el Marxismo de Dresden".
En 1924 cocreó la editorial "Am andern Ufer - Dresden-Buchholz-Friedewald" y publicó tratados mensuales en los que defendía la educación socialista. 
Alice Rühle-Gerstel trabó una gran amistad con Milena Jesenská. Como simpatizante del socialismo, no estaba totalmente segura de si debía aceptar el nazismo en Alemania, por lo que en 1932 regresó a Praga, su ciudad natal. Desde 1933 trabajó como asistente en el periódico Prager Tagblatt. Esta etapa, en la que buscó su identidad en su ciudad natal, fue descrita posteriormente en su novela autobiográfica Der Umbruch oder Hanna und die Freiheit. Pese a sus esfuerzos por mantenerse a salvo, debió abandonar Praga en 1936 y se mudó a México junto con su marido, donde tuvieron hijos. En México trabajó como traductora en una oficina del gobierno y como periodista. A pesar de su amistad con Trotski, Frida Kahlo y Diego Rivera, jamás se sintió totalmente a gusto en México, y terminó suicidándose el mismo día del fallecimiento de su esposo, Otto Rühle, en junio de 1943.

## Obras principales
- Freud und Adler. Elementare Einführung in Psychoanalyse und Individualpsychologie. Dresde, 1924
- Der Weg zum Wir. Versuch einer Verbindung von Marxismus und Individualpsychologie. Dresde 1927, publicado en Múnich en 1980
- Das Frauenproblem der Gegenwart – Eine psychologische Bilanz. Leipzig, 1932, publicado con el título Die Frau und der Kapitalismus. Republicado en 1973.
- Der Umbruch oder Hanna und die Freiheit. Autobiografía publicada póstumamente en 1984.

## Otras obras selectas
- Das proletarische Kind. En Die Frau im Staat, Múnich.
- Der Hexenwahn. En Frauenstimme. Beilage für die Frauen proletarischer Freidenker y Atheist. Illustrierte Wochenschrift für Volksaufklärung, Nürenberg, Leipzig.
- Über die Eifersucht als weibliche Sicherung. En Internationale Zeitschrift für Individualpsychologie, Wien.
- Über Prostitution. En Schriftenreihe des Freidenkerverlages, Leipzig.
- Der autonome Mensch. En Schriftenreihe des Freidenkerverlages, Leipzig, 1927.
- Beruf und Gesellschaft. Referat auf der Tagung der Entschiedenen Schulreformer und Leitsätze. 29 de septiembre a octubre de 1928 en Dresde. En Beruf, Mensch, Schule. Tagungsbuch der Entschiedenen Schulreformer, Hrsg. Paul Oestreich y Erich Viehweg, Fráncfort, 1929.
- Die neue Frauenfrage. En Die literarische Welt, Berlín, 1929.
- Hartwig, Mela: Das Weib ist ein Nichts. En Die Literarische Welt, Berlín, 1929.
- An die unpolitischen Frauen. Beitrag zum Sammelartikel: Deutschland, wie sie es sich wünschen. En Die literarische Welt, Berlín, 1930.
- Die entthronte Libido. Bemerkungen zu Freuds „Das Unbehagen in der Kultur“. En Internationale Zeitschrift für Individualpsychologie, Wien, diciembre de 1930.
- Untergang der Ehe. En Die literarische Welt, Berlín, 1930.
- Frauen und Liebesgeschichten. Ein kleiner Bericht. En Die literarische Welt, Berlín, 1931.
- Lebensregeln für Menschen von heute. Was man mit Enttäuschungen und Unglück anfangen soll. En Die literarische Welt, Berlín.
- Überall Frauen. En Prager Tagblatt, agosto de 1932.
- Abschaffung des Geschlechtsverkehrs. Rezension des Buches Neugeburt der Ehe von Hans Sterneder. En Prager Tageblatt.
- Beitrag zur Rundfrage: Bilanz der Frauenbewegung. En Die literarische Welt, Berlín.
- Mann und Frau von heute. I. Die Frau wird losgesprochen. En Die literarische Welt, Berlín.
- Die literarische Welt der Frau. Zurück zur guten alten Zeit?. En Die literarische Welt, Berlín.
- Erinnerungen an meine Zukunft. En Prager Tagblatt.
- Bajo el seudónimo "Lizzi Kritzel": Ein Nachmittag bei hungernden Kindern (im Erzgebirge). En Prager Tagblatt, pág 61.
- In welchem Alter wird die Frau alt?. En Prager Tagblatt, Institut für Zeitgeschichte München – Archiv, Sign. EO 227/5
- Kein Gedicht für Trotzki. Tagebuchaufzeichnungen aus Mexico. Neue Kritik, Fráncfort, 1979, ISBN 3-8015-0163-9.